# دغیرمن‌جی اوشاغی (فکه)
دغیرمن‌جی اوشاغی (به ترکی استانبولی: Değirmenciuşağı) یک منطقهٔ مسکونی در ترکیه است که در فکه، ترکیه واقع شده‌است.